# Lubiercy
Lubiercy (ros. Люберцы) – miasto w zachodniej Rosji, w obwodzie moskiewskim, ok. 20 km na południowy wschód od Moskwy; siedziba administracyjna rejonu lubiereckiego. W 2020 roku liczyło ok. 205 tys. mieszkańców. Ośrodek przemysłu lotniczego (helikoptery), maszynowego (maszyny rolnicze), drzewnego i spożywczego.

## Historia
Pierwsza wzmianka o osadzie Libiericy pojawiła się w 1621 roku. W 1632 roku po raz pierwszy odnotowano nazwę Lubiercy. W 1705 roku wieś stała się własnością hrabiego Aleksandra Mienszykowa, a od połowy XVIII wieku należała do księcia Karla Petera Ulricha (późniejszego cara Piotra III). Na początku XX w. nastąpił rozwój przemysłu (w 1897 roku powstała fabryka silników parowych, a w 1911 roku otwarto fabrykę maszyn rolniczych, jedną z największych w tym czasie w Europie). Miejscowość otrzymała prawa miejskie w 1925 roku.
W przyzakładowej szkole zawodowej uczył się od 1949 r. w zawodzie odlewnika Jurij Gagarin.